# Battista Verato
Battista Verato (Ferrara, ... – 1589) è stato un attore teatrale italiano.
Attore per Lucrezia d'Este nel 1570, fu uno dei più versatili interpreti della commedia cinquecentesca. Si ricorda in particolare la sua interpretazione di Tiresia a fianco di Luigi Groto nell'Edipo tiranno.